# 국가장
국가장(國家葬)은 「국가장법」(일부개정 법률 제14839호 2017년 7월 26일)에 따라 대한민국 정부가 공식 주관하는 장례 의전이다. 과거 정부가 공식 주관하는 장례의식은 국장(國葬)과 국민장(國民葬)으로 구분하였으나, 「국가장법」(전부개정 법률 제10741호 2011년 5월 30일 시행령에 따라 국가장으로 통합되면서 폐지되었다.

## 개요
전·현직 대통령, 대통령 당선인, 국가 또는 사회에 현저한 공훈을 남겨 국민의 추앙을 받는 사람이 서거한 경우에는 유족 등의 의견을 고려하여 행정안전부 장관의 제청으로 국무회의의 심의를 마친 후 대통령이 결정하는 바에 따라 국가장으로 할 수 있다. 장례기간은 5일 이내로 하며, 불가피한 사유가 있는 경우에는 국무회의의 심의를 거쳐 그 기간을 연장할 수 있다. 국가장장례위원회는 위원장 1명, 6명 이내의 부위원장 및 필요한 수의 위원으로 구성하고, 위원장은 국무회의의 심의를 거쳐 대통령이 임명하거나 위촉하도록 한다.
이전까지는 「국장·국민장에 관한 법률」에 따라 국장과 국민장 두가지로 나뉘어 있었으나, 기존의 규정은 두 장의를 구분하고 시행하는 데 제도적 한계가 드러남에 따라 2011년 5월 「국가장법」으로 전부 개정하면서 국장, 국민장을 국가장으로 통합하였다.

## 영결식 순서
영결식은 국가장 기간의 마지막 날 이루어진다. 영결식 순서는 「국가장법」과 그 관계 법령에 따른다.
1. 개식 : 장내에 영결식의 시작을 알린다.
2. 국기에 대한 경례
3. 고인에 대한 묵념
4. 고인의 약력 보고 : 고인의 생전 삶을 간략하게 알린다.
5. 조사(弔辭) : 조문의 뜻을 표하고 생전의 업적을 기리는 글을 낭독한다.
6. 추도사(追悼辭) : 고인을 슬퍼하며 추도의 뜻을 표하는 글을 낭독한다.
7. 종교 의식 : 불교 · 개신교 · 천주교 · 원불교 등 각 종교의 장례 의식을 행한다.[1]
8. 고인의 육성 근청 (고인의 생전 영상 시청)
9. 헌화 및 분향
10. 조가 (추모 공연)[2]
11. 조총 발사
12. 폐식(국가장의 추모를 마친다.)

## 국가장으로 장례가 거행된 사람
- 2015년 11월 26일 - 김영삼 제14대 대통령
- 2021년 10월 30일 - 노태우 제13대 대통령

## 같이 보기
- 국장
- 국민장